# ヴェサ・ランタ
ヴェサ・ランタ (Vesa Ranta、1973年7月20日 - ）は、フィンランドのヘヴィメタルミュージシャン（ドラマー）、写真家、グラフィックデザイナー（イラストレーター）。ヘヴィメタルバンド、センテンストのドラマーとして著名。

## 略歴
フィンランド北部に近いオウルの出身。
1989年に、ミーカ・テンクラ、サミ・ロパッカ、ラリ・キルマネンと共にデスメタルバンド、センテンスト (Sentenced)を結成した。ヴェサは、ドラムスを担当した。その後、何度かのメンバーチェンジと、音楽性の変化を経て、2005年に解散するまで8枚のアルバムでドラマーとして活動した。センテンスト解散後、2009年に当時ポイズンブラックで活動していたギタリストのヤンネ・マルクスとゴシックメタルバンド、ザ・マン＝イーティング・ツリーを結成。同バンドでは3枚のアルバムに参加している。この他には、センテンスト活動初期に、ムホス出身のスラッシュメタルバンド、アンソニー (Anthony)に参加していた。
これらのバンド活動以外に、フリーランスの写真家として活動している。これまでに、フィンランドの雑誌や新聞で写真を掲載している。主に、北欧や中欧で活動している。また、個人だけでなく、広告写真も手掛けており、数多くのヘヴィメタルバンドのバンド写真を撮影している。
また、商業写真のみならず芸術写真も手掛けており、フィンランド国内のみならず海外でも展覧会を開催している。主に被写体として、人物や人間性を対象としている。

## ディスコグラフィ

### センテンスト
センテンスト#ディスコグラフィを参照

### ザ・マン＝イーティング・ツリー
- 2010年 Out of the Wind (Single)
- 2010年 Vine
- 2010年 Vultures (Single)
- 2011年 Harvest
- 2015年 In the Absence of Light

### アンソニー
- 1991年 Two Songs of Sorrow

## アルバムカヴァー・バンド写真作品一覧

### アルバムカヴァー・レイアウト
- Charon - Ride on Tears (Single) (2005)
- Charon - Songs for the Sinners (2005)
- Charon - Colder (Single) (2005)
- Kalmah - The Black Waltz (2006)
- Kalmah - For the Revolution (2008)
- Poisonblack - Escapexstacy (2003)
- Reflexion - Weak and Tired (Single) (2008)
- Reflexion - Twilight Child (Single) (2008)
- Reflexion - Dead to the Past, Blind for Tomorrow (2008)
- Sentenced - No One There (Single) (2002)
- Sentenced - The Cold White Light (2002)
- Sentenced - Ever-Frost (Single) (2005)
- Sentenced - The Funeral Album (2005)
- The Man-Eating Tree - Vine (2010)
- To/Die/For - Wounds Wide Open (2006)
- Watch Me Fall - Worn (2001)

### バンド写真
- Afterworld - Connecting Animals (2010)
- Catamenia - Cavalcade (2010)
- Charon - Ride on Tears (Single) (2005)
- Charon - Songs for the Sinners (2005)
- Charon - Colder (Single) (2005)
- Embraze - Laeh (1998)
- Embraze - Endless Journey (2001)
- Eternal Tears of Sorrow - Before the Bleeding Sun (2006)
- Kalmah - The Black Waltz (2006)
- Kalmah - For the Revolution (2008)
- Kalmah - 12 Gauge (2010)
- Mors Subita - Paranea (Demo) (2007)
- Reflexion - Dead to the Past, Blind for Tomorrow (2008)
- Reflexion - Edge (2010)
- Sentenced - Frozen (1998)
- The Man-Eating Tree - Vine (2010)
- To/Die/For - Wounds Wide Open (2006)
- To/Die/For - Epilogue from the Past (Compilation) (2010)